# Río Negro (Chile)
Río Negro, é uma comuna chilena localizada na província de Osorno (Região de Los Lagos), com capital comunal de mesmo nome. Situa-se a 36 km ao sul da cidade de Osorno e 7 km da rodovia pan-americana Ruta 5 Sul.
A comuna limita-se: a norte com Osorno e San Juan de la Costa; a leste com Puerto Octay; a oeste com o Oceano Pacífico; e a sul com Purranque.
Integra junto com as comunas de Puyehue, Puerto Octay, Purranque, Fresia, Frutillar, Llanquihue, Puerto Varas e Los Muermos o Distrito Eleitoral N° 56 e pertenece à 17ª Circunscrição Senatorial (Los Lagos).
Tem uma superfície de 1.266 Km² e uma população de 14.732 habitantes (7.204 mulheres e 7.528 homens, segundo o censo 2002).